# 103560 Peate
103560 Peate este o planetă minoră (asteroid) din centura de asteroizi. A fost descoperită pe 30 ianuarie 2000 la Catalina Station⁠(d) de Catalina Sky Survey. 
Obiectul prezintă o orbită caracterizată de o semiaxă mare de 2,3947228630205 UAi, o excentricitate de 0,13383660287381, o înclinație de 5,6489466501316 ° în raport cu ecliptica.